# Иванов, Антон Сергеевич (фехтовальщик)
Анто́н Сергее́вич Ивано́в (род. 30 сентября 1983, Уфа) — российский фехтовальщик. Многократный чемпион России. Мастер спорта России (2000), мастер спорта России международного класса (2006) по фехтованию.
Член юношеской (1998—2000), юниорской (с 2001), национальной (2004—2010) сборной команды России.
Воспитанник республиканской школы-интерната спортивного профиля № 5 и СДЮШОР № 19 Уфы (тренер — Л. Р. Грушина).

## Образование
Окончил Уральскую государственную академию физической культуры (2005).

## Спортивные результаты
В личном зачёте:
- победитель международного турнира в Москве (1999), Оснабрюке (Германия, 2002),
- чемпион России (2001),
- серебряный призёр первенства России (1999, 2000) среди юношей;
- бронзовый призёр чемпионата Европы (2001, 2002),
- бронзовый призёр этапа кубка мира (Лежно, 2001),
- чемпион России (2001, осень; 2002),
- бронзовый призёр первенства России (2001, весна) среди юниоров;
- чемпион России (2005; 2006),
- бронзовый призёр чемпионата России (2002, 2003) среди мужчин.

В командном зачёте:
- серебряный (1999), бронзовый (2001) призёр первенства России среди юношей;
- серебряный призёр чемпионата мира (2002, 2003),
- чемпион Европы (2002),
- бронзовый призёр чемпионата Европы (2001);
- чемпион России (2001, 2002), серебряный (2000), бронзовый (1999, 2001, осень) призёр первенства России среди юниоров;
- чемпион России (2003; 2004), серебряный (2002; 2006; 2010), бронзовый (2005; 2008; 2009) призёр чемпионата России,
- бронзовый призёр (2005) Всемирной летней Универсиады среди мужчин.